# Jacques Nicolas Billaud-Varenne
Jacques Nicolas Billaud-Varenne (ur. 23 kwietnia 1756 w La Rochelle  – zm. 3 czerwca 1819 w Port-au-Prince) - polityk czasów rewolucji francuskiej, jakobin.

## Młodość i początki działalności politycznej
Jacques-Nicolas Billaud-Varenne urodził się w La Rochelle i został przeznaczony przez ojca-adwokata do stanu duchownego. Zafascynowany literaturą, opuścił jednak klasztor oratorianów, a następnie uciekł do Paryża i tam dzięki bogatemu ożenkowi kupił stanowisko adwokata. Interesował się bieżącą polityką i w 1789 r. opublikował w Brukseli rozprawę krytykującą francuski absolutyzm. Od 1790 r. należał do klubu jakobinów, gdzie od początku sytuował się na lewym skrzydle. Właściwie od początku nawoływał do zniesienia monarchii, publikując agresywne pamflety antykrólewskie i wygłaszając przemówienia w klubie. Jak na tamte czasy postawa taka oznaczała lewicowy ekstremizm, gdyż nawet Maksymilian Robespierre dopuszczał jeszcze wtedy możliwość zachowania systemu monarchicznego. Konsekwencją tych poglądów był wybór Billauda-Varenne'a do Komuny Paryża, w której ponownie odegrał rolę ultraradykała, otwarcie popierając masakry wrześniowe.

## Członek Konwentu
We wrześniu 1792 Billaud-Varenne został wybrany deputowanym Paryża do Konwentu Narodowego. Już na pierwszym posiedzeniu zaproponował przejście całej Francji na kalendarz republikański, nad którym osobiście nadzorował prace. Był jednym z aktywniejszych orędowników szybkiego osądzenia i stracenia Ludwika XVI, a następnie ostro atakował Żyrondystów. W czerwcu 1793 r. przedstawił w klubie jakobinów program obrony rewolucji, w którym domagał się podniesienia progresji podatkowej, zaostrzenia policyjnego nadzoru nad społeczeństwem, stworzenia armii rewolucyjnej oraz stałego kontrolowania jej oficerów przez komisarzy politycznych. Niektóre z tych postulatów zostały wprowadzone w życie w następnych miesiącach. We wrześniu 1793 r. Billaud-Varenne, pod wyraźnym naciskiem sankiulotów wszedł razem z Collotem d'Herbois do Komitetu Ocalenia Publicznego. Tym samym część jego ultrarewolucyjnych postulatów mogła zostać zrealizowana. Brał udział w dyskusji nad ostatecznym kształtem i uprawnieniami Trybunału Rewolucyjnego, przyczynił się do przeprowadzenia procesu i egzekucji Marii Antoniny. Do kwietnia 1794 r. popierał Robespierre'a, prześcigając go jeszcze w terrorystycznym radykalizmie. Z zadowoleniem przyjął przegłosowanie dekretu o podejrzanych i prawa prairiala, tzw. ustawy o wielkim terrorze.

## Termidor
Ultraradykalizm Billauda zaczął obracać się przeciwko niemu na początku lipca 1794 r. Robespierre, do tej pory uważający go za pewnego człowieka, zaczął uznawać go za zwykłego okrutnika domagającego się krwi bez żadnej ideowej podbudowy. W celu ratowania własnej głowy Billaud zgodził się na udział w przewrocie termidoriańskim, chociaż nie darzył sympatią nikogo z jego przywódców. 8 thermidora bezpardonowo zaatakował Robespierre'a w Konwencji i został za to usunięty z klubu jakobinów, także następnego dnia, w ostatecznym momencie przewrotu, odwrócił się od przywódcy Komitetu Ocalenia Publicznego. Termidorianie nie ufali jednak człowiekowi o poglądach ultralewicowych. Już w końcu roku 1794 Billaud został aresztowany i osądzony za swój udział w wielkim terrorze i działalność w Komitecie. Razem z Collotem d'Herbois, Marcem Vadierem i Barere'em został skazany na deportację do Gujany Francuskiej. Objęty amnestią po zamachu stanu Napoleona Bonapartego, odmówił powrotu do ojczyzny. W 1816 skorzystał z prawa do opuszczenia Gujany i przeniósł się najpierw do Nowego Jorku, a następnie na San Domingo, gdzie zmarł.